# 法言語学
法言語学（ほうげんごがく、英: Forensic linguistics、英: legal linguistics、英: language and the law）とは、法律、言語、犯罪捜査、裁判、および司法手続き、といった法科学の文脈における言語学の知識・手法・洞察の応用である。応用言語学の一分野。

## 用語
法科学（Forensic sciences）の諸分野において頭に付けられる「フォレンジック（“Forensic”）」（形容詞）は、ラテン語の“forēnsis”つまり「フォーラム（広場）の」に由来している。ローマ帝国時代、「起訴」とは、ローマ市街の中心にあるフォロ・ロマーノで聴衆を前に訴状を公開することであった。被告と原告はともに自らの主張を行い、よりよい主張をしてより広く受け入れられたものが裁判において判決を下すことができた。この起源は、現代における“forensic”という語の2つの用法のもとになっている。1つ目は「法的に有効な」という意味、そして2つ目が「公開発表の」という意味の形容詞である。

## 概要
法科学の文脈・分野で働く言語学者にとっては、法言語学は主に3つの分野に分けられる。
- 法律の条文解釈
- 法科学と司法手続きの文脈における言語解釈
- 言語学的証拠による立証

法言語学者とは多様であり、幅広い分野の専門家や研究者たちが関係している。あくまでも必要なのは、言語現象を言語学の立場から分析する知識と技術であるが、その上で重要なのは、既存の理論にしっかりとした基礎を置きながら、言語学全体にも寄与できるような議論を展開することである。

## 歴史
「法言語学（forensic linguistics）」という言葉が最初に使われたのは、1968年に言語学者のスヴァートヴィック（Jan Svartvik）がエヴァンス事件における自白調書に対し、コーパス分析を行った際に使用したのが初めとされる。これは、1949年、殺人事件の犯人と疑われたでティモシー・ジョン・エヴァンスが、ノッティングヒル警察署における取り調べにおいて「自白供述」したとされる内容を再分析したものである。
エヴァンスは妻と子供を殺害した容疑で裁判にかけられ、絞首刑にされていた。しかし、スヴァートヴィックがエバンスの供述内容を研究した際、彼はその内容に異なる様式的な言語マーカーがあることを発見した。これはつまり、実際には裁判で述べられたような供述をエバンスが警察に対して行っていなかったことを示す。この事件を契機にイギリスでは、初期の法言語学者たちによって、主に警察の尋問の有効性についての研究が進んだ。当時、数多くの有名な事件で見られたように、主要な懸念は警察官による供述調書に関するものであった。取り調べにおける供述を書き起こす際、警察官によって使用される言語スタイルと語彙については、その後幾度となく問題として挙げられることとなった。
米国においては、法言語学の分野の始まりはアーネスト・ミランダの1963年の事件と裁判（ミランダ対アリゾナ州事件）からとされる。この判決は「ミランダ警告」の創設につながり、法言語学者の対象は、警察における供述よりも、法廷における証人尋問の内容により焦点を当てるようになっていった。このミランダ警告創設の後、様々な事件によって、被疑者が自分の（ミランダ権利）とは何を意味しているのか真に理解した上で、自主的に取り調べに同意したのか、または取り調べに同意せず、強制的に尋問されたものなのか、という区別に繋がった。
イギリスでの法言語学の始まりは、主に刑事事件の弁護で、警察の自白調書に対し信憑性に疑問を呈する、というものだった。当時、警察では容疑者の発言を記録するための慣習的な手続きとして、容疑者自身の言葉ではなく、特定の形式に沿ったもので記録されるべき、とされていた。というのも、目撃者などによる発言は、推測交じりで、首尾一貫せず、秩序正しい様式で行われる訳でもないからである。また、そのような取り調べの供述においては、大抵そのペースが速すぎ、重要な詳細が省略されることもあった。
「法言語学」自体は、1927年という早い年代、ニューヨーク州での身代金事件で残されたメモにまで遡ることが出来る。「誘拐犯」から送られてきた身代金要求とされる文章には、被害者の名前のスペルが 「'McClure'」ではなく「'McLure'」となっており、正式な名前との違いを知っているもの、という分析が行われた。
当時のアメリカ合衆国における法言語学の仕事は、やはり尋問プロセスにおける、ミランダ権利を理解しているのか、という個人の権利に関係するものだった。他には、言語における単語または句としての商標の地位に関連したものもあった。大きな事件の1つは、ファーストフード大手のマクドナルド（McDonald's）が「Mc」接頭辞（McWordsと呼ばれる）を普通の単語に添付するプロセスを生み出した、と主張し、エコノミーホテルチェーンが「McSleep」を出した際に、それを争った事件がある。
1980年代には、オーストラリアの言語学者たちの間で、言語学と社会言語学を法的な問題へ応用する必要性を議論された。というのも「同じ言語 」自体に解釈の開きがあるからである。例えば、アボリジニの人々は彼ら自身の「英語」の理解と使用方法を持つ。アボリジニの人々は、自身の文化に基づいた人間関係のスタイルをその内容にも適用するのである。
2000年代は、法言語学の分野でかなりの変化が起きた年代である。1993年には、国際法医学言語学会（IAFL）、2017年には、オーストリアの法的言語学協会（AALL）のような専門家協会が設立され、今やそれらの学会や協会から科学界に向けて、Coulthard and Johnson（2007）、Gibbons（2003）、Olsson（2008）などのこの分野における 標準的なテキストが提供されることになった 。
2000年代以降、法言語学の学術研究は日本でも盛んに執り行われてきている。2009年には「法と言語学会」が誕生した。また法言語学のトピックを網羅的に取り上げた入門書も提供されている。

## 研究分野
法言語学のトピックは多様なの範囲に及ぶ。研究が行われている主な分野は次の通り。

### 法的文書の言語
法的文書における言語の研究は、広範囲の法医学的テキストを網羅している。例えば、国会や議会における立法行為、私的な遺言状、裁判所の判決および召喚状、ならびに州や政府部門などの他の機関の法令、ミランダ警告など、多様な文書の言語学の分析が含まれる。

### 法的手続きにおける言語
この分野では、特に法廷での反対尋問、証拠の提示、裁判官の指示、警察による警告、法廷での警察の証言、陪審員への要約、面接のテクニック、警察や法廷での尋問プロセスなどで話される言葉を扱う。

## その他対象となる文章の例

### 緊急（110番）通話
緊急電話では、差し迫った状況において、通話内容の主要な言語的情報を抽出し、適時に即応しなければならない通話オペレータの能力は不可欠なものである。
緊急通話とは、緊急性を持つものなので、もし躊躇、回避の兆候、または不完全であったり、極端に短い回答は、発信者が誤った電話やデマ、いたずら電話をかけている可能性があることを示している。

### 身代金要求やその他脅迫文
本物の脅威なのか嘘の脅しなのかを判別する参考にするために調べられる。
特に手書きスタイルの文は、多くの注目すべき事例に見うけられる。身代金メモで使用されている文章のスタイルは、文章の真の意図を判断し、誰がノートを書いたのかを判断するために、法言語学者によって検討され、構文構造、文体パターン、句読点、さらには綴りなどの要素が調査される 。

### 自殺の遺書

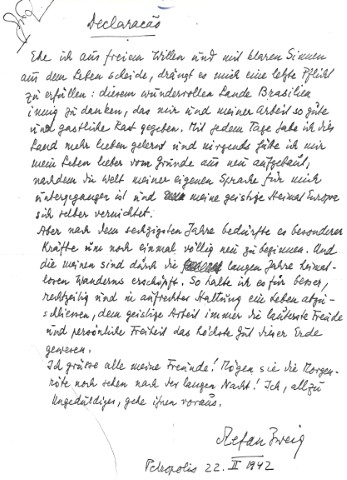
シュテファン・ツヴァイクの遺書

遺書は通常、簡潔で命題性が高い。自殺において残される本物の遺書は、特定の状況的における明確な主題があり、受取人を対象として、個人的な人間関係についての内容となることが多い。また一般的に、自殺の方法を暗示する文章があり、受取人を苦しませたり罪悪感を感じさせるものの場合もある。本物の自殺の遺書は短く、典型的には300ワード以下の長さである。

### 死刑囚による供述
死刑囚による供述は、罪を認め、誠実さと率直さという印象を与えるものか、あるいは無罪の印象を与え自らの犯罪を否定するもの、または、法執行機関が不正であると批判するものである場合もある。 これらの内容は、刑務所の厳格な設定のもと、Forensic Linguistics Institute などが研究を行っている。

### ソーシャルメディア
ソーシャルメディアの文章はしばしば文脈特有のものであり、その解釈は非常に主観的なものになる。ソーシャルメディアへの投稿を分析すると、違法な（例えば性取引）または非倫理的（例えば害を及ぼすこと）であるかどうか、またはそれ以外（例えば単に挑発的なだけ、もしくは言論の自由の範囲）かどうかを明らかにすることもできる。

## 訴訟手続における言語学的証拠
ここにおける適用分野の例は、それぞれ程度の異なる法的有効性または信頼性を有するものである。
- 商標その他知的財産権紛争
- 用法と意味についての紛争
- 作者識別情報（匿名の脅迫手紙と、容疑者の既知の携帯メール、電子メールなどでの書き方のサンプルと比較し、著者を判別）
- スタイル分析（盗作事例の特定）
- 音声録音が被告の音声であるかどうか、判断するために使用される、音声識別 （フォレンジック・フォネティクスとも呼ばれる）
- 談話分析 （誰が話しているのか、または陰謀等に関与することに同意していたのかを判断する発話の構造の分析）
- 亡命希望者・難民の言語的な出所をたどる言語分析[17]
- 携帯電話のテキスト対話の再構築

自然言語のサンプルは、専門データベース（コーパス）に登録され、現在、法言語学者によって頻繁に使用されるものとなっている。これには、自殺メモ、携帯電話のテキスト、警察の声明、警察の取り調べ記録、証人の声明といったコーパスが含まれる。これは言語を分析し、どのように使用されているかを理解し、互いに近接して出現する傾向がある単語（コロケーションまたはコロケート）を識別するのに役立つものである。

### 言語学的方言研究
これは人類学的情報に基づいた方言の研究手法を指す。これは近年より重要性を増しており、特に英語はマスメディアによる影響と人口移動によって、もはや以前ほど明瞭に区別できなくなってきているので、体系的な研究を行うことがより重要になっている。
この方言学は、 「ヨークシャー・リッパー」事件における、犯人を騙るデマの調査に使用された。（残念ながら警察は方言学者の意見を聞き入れる事はなく、まったく別の地域に限定して捜査をしてしまった）

### 和書
図書
- 橋内武、堀田秀吾『法と言語：法言語学へのいざない』（改訂版）くろしお出版、2024年2月（原著2012年4月）。ISBN 978-4-87424-953-6。
- 碧海純一『法と言語』日本評論社、1965年7月。
- 堀田秀吾『法コンテキストの言語理論』ひつじ書房〈ひつじ研究叢書：言語編：第88巻〉、2010年3月。ISBN 978-4-89476-492-7。

論文
- 伊東裕司「目撃供述の信頼性：人物同一性判断を中心に」『言語』第38巻第9号、大修館書店、2009年9月、20-27頁。
- 吉村昭市「談話分析をめぐる諸問題（1）法言語学を中心に」『京都精華大学紀要』第11号、京都精華大学、1996年8月、23-37頁。
- 吉田理加「法廷通訳における異文化の壁」『言語』第38巻第9号、大修館書店、2009年9月、30-35頁。
- 橋内武「法言語学の成立と学会の誕生：法と言語　学会設立の背景と経緯」『国際文化論集』第40号、桃山学院大学総合研究所、2009年6月、67-95頁。
- 橋内武「言語権・言語法：言語政策の観点から」『国際文化論集』第45号、桃山学院大学総合研究所、2012年1月、97-114頁。
- 金明哲「読点の打ち方と文章の分類」『計量国語学』第19巻第7号、計量国語学会、1994年12月、317-330頁。
- 金明哲「助詞の分布に基づいた日記の書き手の識別」『計量国語学』第20巻第8号、計量国語学会、1997年3月、357-367頁。
- 五所万実「商標の普通名称化における言語学的諸相：コーパス法言語学の可能性」『芸文研究』第118号、慶應義塾大学芸文学会、2020年6月、228-212頁。
- 高木光太郎、大橋靖史「供述の信用性評価における言語分析的アプローチの展開」『心理学評論』第48巻第3号、心理学評論刊行会、2005年12月、365-380頁。
- 首藤佐智子「おとり捜査における違法性認識をめぐる言語分析：産業スパイ事件を題材に」『言語』第38巻第9号、大修館書店、2009年9月、36-41頁。
- 大河原真美「司法言語のバリアフリー化：裁判員制度の実施に向けて」『言語』第35巻第7号、大修館書店、2006年7月、40-45頁。
- 大河原真美「法言語学確立の背景と今後の展望」『言語』第38巻第9号、大修館書店、2009年9月、48-53頁。
- 丹羽牧代「言語運用から見た促進方略：セラピスト・クライエント間の情報共有をめぐるケーススタディ」『アカデミア：文学・語学編』第92号、南山大学、2012年6月、101-136頁。
- 中村幸子「コーパスを利用した法廷言語分析」『言語』第38巻第9号、大修館書店、2009年9月、42-47頁。
- 堀田秀吾「実用の学としての法言語学」『言語』第38巻第9号、大修館書店、2009年9月、8-15頁。
- 堀田秀吾「法言語学」『日本語学』第30巻第14号、明治書院、2011年11月、162-170頁。
- 堀田秀吾 著「司法の場における言語使用」、澤田治美 編『ひつじ意味論講座7：意味の社会性』ひつじ書房、2015年7月、155-174頁。ISBN 978-4-89476-507-8。
- 堀田秀吾 著「法と言語」、井上逸兵 編『社会言語学』朝倉書店〈朝倉日英対照言語学シリーズ［発展編］1〉、2017年3月、24-42頁。ISBN 978-4-254-51631-9。
- 堀田秀吾「法コンテクストにおける文体分析：裁判員制度施行前後の判決文を題材として」『文体論研究』第66号、日本文体論学会、2020年3月、79-87頁。
- 野内良三「説得の論理とレトリック」『言語』第38巻第9号、大修館書店、2009年9月、54-59頁。

### 外国語文献
- Baldwin, J. R. and P. French (1990).  Forensic phonetics. London: Pinter Publishers.
- Coulthard, M. and Johnson, A (2007) An Introduction to Forensic Linguistics: Language in Evidence, London, Routledge
- Coulthard, M. and Johnson, A (2010) A Handbook of Forensic Linguistics: Language in Evidence, London, Routledge
- Ellis, S. (1994). 'Case report: The Yorkshire Ripper enquiry, Part 1', Forensic Linguistics 1, ii, 197-206
- Fairclough, N. (1989) Language and Power, London: Longman.
- Gibbons, J. (2003). Forensic Linguistics: an introduction to language in the Justice System. Blackwell.
- Gibbons, J., V Prakasam, K V Tirumalesh, and H Nagarajan (Eds) (2004). Language in the Law. New Delhi: Orient Longman.
- Gibbons, J. and M. Teresa Turell (eds) (2008). Dimensions of Forensic Linguistics. Amsterdam: John Benjamins.
- Grant, T. (2008). "Quantifying evidence in forensic authorship analysis", Journal of Speech, Language and the Law 14(1).
- Grant, T. and Baker, K. (2001). 'Reliable, valid markers of authorship', Forensic Linguistics VIII(1): 66-79.
- Heydon, G. (2014) Forensic Linguistics: Forms and Processes. Masyarakat Linguistik Indonesia Vol 31(1) ISSN 0215-4846 pp 1-10
- Hollien, H. (2002). "Forensic Voice Identification". New York: Harcourt.
- Hoover, D. L. (2001). "Statistical stylistics and authorship attribution: an empirical investigation", Literary and Linguistic Comuputing, XIV (4), 421-44
- Koenig, B.J. (1986) 'Spectrographic voice identification: a forensic survey', letter to the editor of J. Acoustic Soc, Am., 79, 6, 2088-90.
- Koenig, J. (2014) "Getting the Truth: Discover the Real Message Know Truth Know Deception" Principia Media
- Koenig, J. (2018) "Getting the Truth: I am D.B. Cooper" Principia Media
- Maley, Y. (1994). 'The language of the law', in J. Gibbons (ed.), Language and the Law, London:Longman,246-69
- McGehee, F. (1937).' The reliability of the identification of the human voice', Journal of General Psychology, 17, 249-71
- McMenamin, G. (1993). Forensic Stylistics. Amsterdam: Elsevier.
- Nini, Andrea. (2018). “An Authorship Analysis of the Jack the Ripper Letters.” Digital Scholarship in the Humanities, vol. 33, no. 3, 2018, pp. 621–636.
- Nolan, F. and Grabe, E. (1996) 'Preparing a voice lineup', Forensic Linguistics, 3 i, 74-94
- Pennycook, A. (1996) 'Borrowing others words: text, ownership, memory and plagiarism', TESOL Quarterly, 30, 201-30.
- Shuy, Roger W (2001). 'Discourse Analysis in the Legal Context.' In The Handbook of Discourse Analysis. Eds. Deborah Schiffrin, Deborah Tannen, and Heidi E. Hamilton. Oxford: Blackwell Publishing. pp. 437-452.